# Romane Bohringer
Romane Bohringer (Pont-Sainte-Maxence, 14 de agosto de 1973) é uma atriz, cineasta, roteirista e designer francesa.